# Otto Borutta
Otto Borutta (geboren am 15. März 1903 in Bochum; gestorben 1984 in West-Berlin) war ein deutscher Industrie- und Architekturfotograf. Er lebte von 1940 bis 1984 in Berlin. Als Fotograf dokumentierte er im Auftrag der West-Berliner Bauverwaltung den Aufbau der geteilten und geografisch eingeschlossenen Stadt von 1955 bis 1973. Vor allem mit seinen Luftaufnahmen und den aus mehreren Einzelbildern zusammengesetzten fotografischen Panoramen machte sich Borutta einen Namen.
Die Berlinische Galerie bietet eine umfangreiche Übersicht des Werkes von Otto Borutta in ihrer digitalen Sammlung.